# 부리 (사람)
부리(拊離, ? ~ ?)는 오손의 군주로, 2대 소곤미다. 초대 소곤미 오취도의 아들이다.

## 생애
아버지가 죽자 그 뒤를 이었으나, 동생 일이(日貳)에게 살해됐다. 전한에서 사신을 보내 아들 안일을 소곤미로 세웠다.

## 출전
- 반고: 《한서》 권96하 서역전제66하, 동북아역사재단 편집 《한서외국전역주》에서 인용